# Touha (muzikál)
Touha je český muzikál Mirjam a Daniela Landových, který volně vychází z úspěšného filmového muzikálu Kvaska. Na rozdíl od filmu se na jeviště dostalo více tanečních scén. Premiéru měl muzikál v Divadle Kalich v roce 2008. Písničky z muzikálu vyšly v roce 2009 ve stejnojmenném albu „Touha“.

## Postavy[1]
- Benedikt Berousek - Martin Písařík, Jan Kříž, Miroslav Hrabě
- Karin Lipertová - Lucie Vondráčková, Zuzana Krištofová
- Michal Rajmont / Pepe - Jiří Korn, Henrich Šiška
- Palo Braňo - Dalibor Gondík, Roman Pomajbo
- Krečmar - Vladimír Marek, Henrich Šiška
- Oskar Toman - Rudolf Hrušínský ml., Ivan Vodochodský, Michal Pleskot
- Franta Strouhal - Jan Apolenář, Richard Tesařík
- Radim / Kulhavý - Ondřej Izdný, Jan Kříž
- František Stárek - Ivan Vodochodský, Antonín Moravec, Matouš Rajmont
- Romana Divišová / Fantomima - Radka Fišarová, Jana Fabiánová
- Komisař - Zbyněk Fric, Ondřej Izdný, Juraj Bernáth

## Děj
Benedikt Berousek (zvaný Ben) uteče z vězení, aby se dostal na konkurz do muzikálu Můra a Motýl a získal si srdce hlavní herečky muzikálu Karin, která chodí s obchodníkem Oskarem. Ben si poradí s hraním (nakonec dostane hlavní roli), Karin odejde od Oskara a zamiluje se do Bena. Propustku z vězení mu zajistí Oskar díky domluvě s policisty, kteří Bena pronásledovali.